# Константиновка (Ровненская область)
Константиновка (укр. Костянтинівка) — село, центр Константиновского сельского совета Сарненского района Ровненской области Украины.
Население по переписи 2001 года составляло 909 человек. Почтовый индекс — 34509. Телефонный код — 3655. Код КОАТУУ — 5625482501.

## Местный совет
34509, Ровненская обл., Сарненский р-н, с. Константиновка, ул. Шевченко, 11.